# Saulheim
Saulheim est une municipalité allemande située dans le land de Rhénanie-Palatinat et l'arrondissement d'Alzey-Worms.
- Le maire du palais Pépin de Herstal a fait donations dans les trois villes de Wörrstadt, Armsheim et Saulheim à l'église Saint-Nicomède de Mayence[1],[2].